# Manoj Mukund Naravane
Le général Manoj Mukund Naravane (en hindi : मनोज मुकुंद नरवणे, né le 22 avril 1960 est un général à la retraite de l'armée indienne qui a été le 28e chef d'état-major de l'armée (COAS), ainsi que le président temporaire du comité des chefs d'état-major à partir du 15 décembre. 2021 jusqu'à sa retraite le 30 avril 2022,. Il a succédé en tant que COAS au général Bipin Rawat le 31 décembre 2019 après que ce dernier a terminé son mandat. Avant sa nomination au poste de COAS, le général a été le 40e vice-chef d'état-major de l'armée (VCOAS) de l'armée indienne, Officier général commandant en chef (GOC-in-C) du commandement de l'Est et officier général commandant en chef du commandement de l'entraînement de l'armée.

## Biographie
Manoj Mukund Naravane participe à New Delhi au Centre international indien (IIC) à la 6e Conférence internationale Rangzen en aout 2023, consacrée à la cause de l'indépendance du Tibet soulignant le statut historique du Tibet, voisin légitime de l'Inde et a approfondi leurs liens culturels par leur frontière commune. Il a déclaré que les Tibétains ont le droit de retourner sur la terre de leurs ancêtres et de découvrir leur culture et leurs traditions.